# Питерсбург (Тенеси)
Питерсбург (енгл. Petersburg) град је у америчкој савезној држави Тенеси.

## Демографија
По попису из 2010. године број становника је 544, што је 36 (-6,2%) становника мање него 2000. године.
| Група             | 2000.       | 2010.       |
| Белци             | 528 (91,0%) | 487 (89,5%) |
| Афроамериканци    | 35 (6,0%)   | 30 (5,5%)   |
| Азијати           | 0 (0,0%)    | 0 (0,0%)    |
| Хиспаноамериканци | 12 (2,1%)   | 17 (3,1%)   |
| Укупно            | 580         | 544         |